# Barbara Hershey

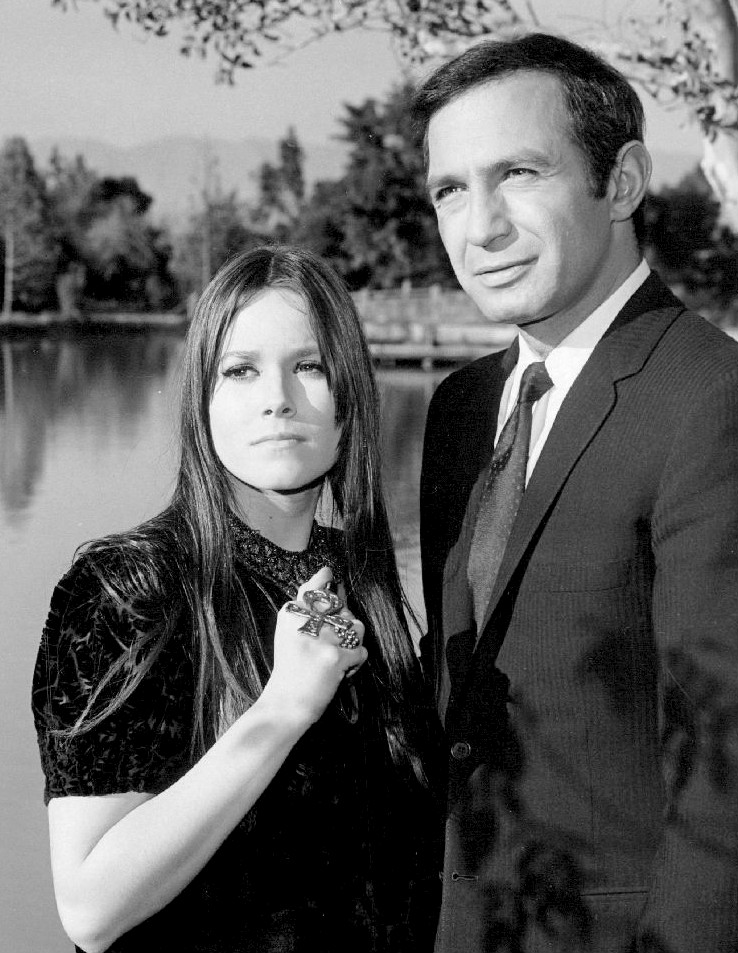
Barbara Hershey och Ben Gazzara, 1968.

Barbara Hershey, under en period Seagull, ursprungligen Herzstein, född 5 februari 1948 i Hollywood i Los Angeles, är en amerikansk skådespelare.
Som tonåring framträdde Barbara Hershey regelbundet i TV-serien The Monroes (1966). Hon gjorde filmdebut under slutet av 1960-talet och betraktades som en fräsch nykomling på filmduken.
I mitten av 1970-talet hade hon ett förhållande med skådespelaren David Carradine och fick med honom en son.

## Filmografi, ett urval
- 1968 – Det ligger en karl i mammas säng
- 1969 – Kulan kom från en 44:a
- 1969 – Sista sommaren
- 1971 – På jakt efter lyckan
- 1972 – Boxcar Bertha - rånar och älskar
- 1976 – De vilda männen
- 1979 – Härifrån till evigheten (TV-serie)
- 1980 – Stuntmannen
- 1982 – Entity - Okänt väsen
- 1983 – Rätta virket
- 1984 – Den bäste
- 1986 – Best Shot
- 1986 – Hannah och hennes systrar
- 1987 – Bäddat för trubbel
- 1988 – Kristi sista frestelse
- 1988 – En annan värld
- 1988 – Stränder
- 1990 – A Killing in a Small Town
- 1990 – Crazy Radio Days
- 1992 – Med obeväpnat öga
- 1993 – Falling Down
- 1993 – Ursäkta, var är arvet?
- 1993 – Swing Kids – de sista rebellerna
- 1995 – Last of the Dogmen
- 1996 – Vänner och flickvänner
- 1996 – Porträtt av en dam
- 1999 – Breakfast of Champions
- 1999–2000 – Chicago Hope (TV-serie) (25 avsnitt)
- 2001 – Lantana
- 2003 – Kl. 11:14
- 2004 – Riding the Bullet
- 2010 – Black Swan
- 2010 – Insidious
- 2012–2016 – Once Upon a Time (TV-serie) (14 avsnitt)
- 2013 – Insidious: Chapter 2
- 2023 – Strange Darling